# Парекордзаган България
Общоарменският благотворителен съюз „Парекордзаган“ основава клон в Пловдив през1910 г.,  София през 1930 г.
Функциите му са свързани с централата на съюза за Европа, която се намира в Париж. Ръководи се от партия Рамгавар.
В централната комисия участват индустриалецът Крикор Закарян – председател, Баруйр Асадур – заместник-председател, Хованес Арамян – секретар и др. Функционира и женска комисия към съюза. Съюзът оказва голяма помощ на репатрираните арменци и поема част от пътните им разноски. Отпуска и средства за ученолюбиви младежи. Съвместно с организацията ХОГ изпраща в Армения дървен материал, арматура и други строителни материали. От 1934 г. председател на съюза е Кеворк Месроб. Финансирането се осъществява от членски внос, приходи от вечеринки, балове и концерти, както и от дарения.